# Amie Fabureh
Amie Fabureh (auch Faburay, Fabureh Dampha oder Fabureh-Dampha; geb. um 1970) ist eine gambische Agrarwissenschaftlerin und Politikerin.

## Leben
Fabureh erwarb einen Masterabschluss in Gartenbau (Horticulture) an der University of Reading in Großbritannien. Bald darauf begann sie im gambischen Ministerium für Landwirtschaft zu arbeiten und war in unterschiedlichen Landesteilen tätig.
Von 2007 bis 2009 war sie Training Officer in der Abteilung für landwirtschaftliche Entwicklung (Department of Extension Services of the National Agricultural Development Agency). Im Anschluss war sie bis 2017 stellvertretende Leiterin, ab 2017 Leiterin der technischen Dienstleistungen im Gartenbau (Horticulture Technical Services). Eine der Aufgaben war die Unterstützung von kommunalen Gärten.
Um 2018 war sie Vorsitzende des nationalen Frauenrats National Women's Council (NWC).
Am 27. März 2019 wurde sie von Präsident Adama Barrow als Landwirtschaftsministerin in dessen Kabinett berufen. Zum Zeitpunkt ihrer Ernennung hatte sie über 30 Jahre für das Ministerium gearbeitet. Sie schied im Zuge der Kabinettsneubildung nach der erneuten Wahl Barrows aus dem Kabinett aus. Ihr Nachfolger ist seit dem 4. Mai 2022 Demba Sabally.
Im Juli 2022 wurde Amie Fabureh zur Botschafterin Gambias in Guinea-Bissau ernannt. Am 27. Juli 2022 überreichte sie ihr Akkreditierungsschreiben.